# Dumbrăveni (Suceava)
Dumbrăveni é uma comuna romena localizada no distrito de Suceava, na região de Moldávia. A comuna possui uma área de 44.77 km² e sua população era de 8911 habitantes segundo o censo de 2007.